# Ann Dowling
Ann Patricia Dowling OM, DBE, FRS (15 de julho de 1952) é uma engenheira mecânica britânica, que pesquisa combustão, acústica e vibração, focando em combustão eficiente com baixa emissão de poluentes e veículos e aeronaves de baixo ruído. Dowling é vice-reitora adjunta e professora de engenharia mecânica da Universidade de Cambridge, onde foi de 2009 a 2014 chefe do Departamento de Engenharia, onde foi a primeira professora em 1993. É também presidente da Royal Academy of Engineering, primeira mulher presidente da academia.
Recebeu a Medalha Internacional James Watt de 2016. Recebeu a Medalha Real de 2019.